# José Luis Amparan Fernández
José Luis Amparan Fernández   (1833, Aragua de Barcelona,  Venezuela – 1896, Puerto España, colonia británica de Trinidad y Tobago). Fue hijo legítimo de Pedro Miguel Amparan Arveláiz y Manuela Fernández López. 
Su abuelo Pedro de Emparan (o Amparan) fue hermano del mariscal de campo Vicente de Emparan y Orbe, un noble, militar y político español destacado por su cargo de presidente, gobernador y capitán general de Venezuela (1809-1810). Contrajo matrimonio con Vicenta Monagas Oriach, hija del presidente de Venezuela  José Tadeo Monagas y Luisa Oriach Guevara, no dejaron descendencia.

## Biografía
En la Guerra Federal en Venezuela  se alistó en el ejército del gobierno conservador que en la Villa de  Nuestra Señora de Belén de Aragua, Aragua de Barcelona estaba al mando del Coronel Manuel Baca. A sus órdenes salió a combatir el 18 de marzo de 1859 a Paraparo y al día siguiente a Banco de los Pozos, y en 1860 participó en la Batalla de Coplé donde obtuvo la victoria el bando conservador y el comienzo de la destrucción definitiva del ejército federal.
El 11 de abril de 1861, partió de Aragua de Barcelona con el general José María Zamora a luchar en la batalla de La Cureña, quien para ese momento era jefe de operaciones de oriente y el 3 de abril de 1862 luchó en la batalla de Chaguaramas. El 19 de marzo de 1863, al lado del coronel Mauricio Zamora, y ya con el grado de comandante, peleó en La Escorzonera y el 24 del mismo mes y año en el Banco de Medrano.
Participó en la Revolución Azul en el año de 1868, estuvo defendiendo a Aragua de Barcelona ese año y en 1871 tomó Ciudad Bolívar. En el año 1877 formó parte del Partido Conservador de la reacción antiguzmancista, que llevó adelante el presidente Francisco Linares Alcántara y el 9 de septiembre se puso a la cabeza del llamado Alzamiento de la Canoa para defender el orden constitucional del Estado Barcelona, Venezuela.
En las batallas que participó se hicieron muy famosas y temidas sus embestidas con la espada, que se llegaron a conocer como las "Cortadas Ampareñas", que desmembraban el brazo y la cabeza del enemigo.